# Chester Simmons
Chester „Tre“ Simmons III (* 24. Juli 1982 in Seattle, Washington) ist ein professioneller US-amerikanischer Basketballspieler. Simmons war während seiner professionellen Karriere insbesondere zwischen 2006 und 2010 in Israel aktiv, wo er mit Hapoel Holon 2008 und Maccabi Tel Aviv 2009 zwei aufeinanderfolgende Landesmeisterschaften gewann. Seit der Spielzeit 2010/11 ist er für ČEZ Basketball Nymburk aktiv, mit denen er 2011 das tschechische Double aus Meisterschaft und Pokal gewann.

## Karriere

### College
Nach dem Ende seiner Schulausbildung an der James A. Garfield High School in seiner Heimatstadt ging Simmons 2001 zum Studium an das Odessa Junior College in Odessa (Texas). Dieses Junior College legt sehr viel Wert auf seine Sportmannschaften und ist stolz darauf, dass bereits bekannte NBA-Spieler wie Larry Johnson ihre Collegekarriere an diesem College begannen. Nach einem Jahr kehrte Simmons in seinen heimatlichen US-Bundesstaat zurück und studierte ein Jahr am Green River Community College in Auburn (Washington), bevor er an die University of Washington wechselte, wo er für das Hochschulteam Huskies in der Pacific-12 Conference der NCAA Division I spielte. Größter Erfolg war das Erreichen des Achtelfinales Sweet Sixteen der NCAA Division I Basketball Championship in seiner abschließenden Senior-Spielzeit 2005.

### Vereinskarriere
Nachdem Chester Simmons in der Entry Draft der NBA nicht ausgewählt worden war, begann er seine Profikarriere in der höchsten griechischen Spielklasse A1 Ethniki bei PAOK aus Thessaloniki. Für die Spielzeit 2006/07 wechselte er in die spanische Liga ACB zum Basketballklub aus Gran Canaria. Nach wenigen Spielen verließ er diesen Verein wieder und wechselte in die israelische Basketballliga Ligat ha’Al, zunächst zu Hapoel Galil Elyon. Hapoel Galil Elyon war 1993 israelischer Meister gewesen und damit der einzige israelische Verein, der eine seit 1970 bis dahin fortdauernde Serie von Meisterschaften für Maccabi Tel Aviv unterbrechen konnte. Für die Spielzeit 2007/08 wechselte er zu Hapoel aus Holon, mit denen er 2008 zusammen mit unter anderem P. J. Tucker dann tatsächlich überraschend die Meisterschaft gegen Maccabi Tel Aviv gewann und deren Siegesserie in der israelischen Meisterschaft beendete. In der folgenden Spielzeit wurde er vom entthronten Serienmeister verpflichtet und konnte mit diesem die Landesmeisterschaft zurückgewinnen. Im nationalen Pokalwettbewerb schied man jedoch frühzeitig aus, während sein Ex-Verein Hapoel erstmals diesen Wettbewerb gewann. Im höchsten europäischen Vereinswettbewerb EuroLeague 2008/09 verpasste Maccabi erstmals seit Einführung der Viertelfinal-Play-offs diese Runde und schied bereits in der zweiten Gruppenphase der sechzehn besten Mannschaften aus. In der darauffolgenden Spielzeit 2009/10 startete er für Hapoel aus Jerusalem. Im Final-Four-Turnier der israelischen Meisterschaft verlor man das Halbfinale gegen seinen Ex-Verein Hapoel Galil Elyon, die mittlerweile mit Hapoel Gilboa fusioniert waren und später auch das Meisterschaftsfinale gegen Maccabi Tel Aviv gewannen. Im zweitwichtigsten europäischen Vereinswettbewerb Eurocup 2009/10 verlor man das Viertelfinale gegen den späteren Finalisten Alba Berlin und verpasste den Einzug ins Final Four dieses Wettbewerbs.
Seit der Spielzeit 2010/11 spielt Simmons für den tschechischen Serienmeister ČEZ Basketball aus Nymburk. Nachdem Nymburk in der Spielzeit zuvor überraschend ebenfalls das Viertelfinale im Eurocup erreicht hatte, blieb man im Eurocup 2010/11 in der zweiten Gruppenphase sieglos und schied aus. In der Saison 2011/12 nimmt ČEZ Nymburk mangels Herausforderungen in der nationalen Meisterschaft zusätzlich an der osteuropäischen VTB United League 2011/12 teil. Im Eurocup 2011/12 erreichte Nymburk diesmal auch mit Simmons das Viertelfinale, wo man jedoch erneut ausschied, während man in der VTB-Liga die Play-offs knapp verpasste. In Tschechien blieb man weitgehend unangefochten und gewann erneut die Meisterschaft. Simmons selbst sollte Mitte April zu EA7 Milano in die italienische Lega Basket Serie A wechseln, doch der Verein nahm schließlich trotz eines bereits verkündeten Wechsels Abstand von der Verpflichtung. Für die Saison 2012/13 unterschrieb Simmons einen Vertrag beim russischen Verein Krasnye Krylja aus Samara, mit dem er die EuroChallenge 2012/13 gewann und zum „Most Valuable Player“ (MVP) des Finalturniers ernannt wurde.

## Auszeichnungen und Erfolge

### Mit der Mannschaft
- 2008  Meister Israel mit Hapoel Holon
- 2009  Meister Israel mit Maccabi Tel Aviv
- 2011  Meister und Pokalsieger Tschechien mit ČEZ Basketball Nymburk
- 2012  Meister und Pokalsieger Tschechien mit ČEZ Basketball Nymburk
- 2013  Pokalsieger Russland mit Krasnye Krylja Samara
- 2013  Sieger Eurochalklenge mit Krasnye Krylja Samara

### Persönliche Auszeichnungen
- MVP des Monats Dezember in der Saison 2011–2012 in der VTB
- MVP Finalturnier EuroChallenge 2012/13